# F.Q. den Hollander

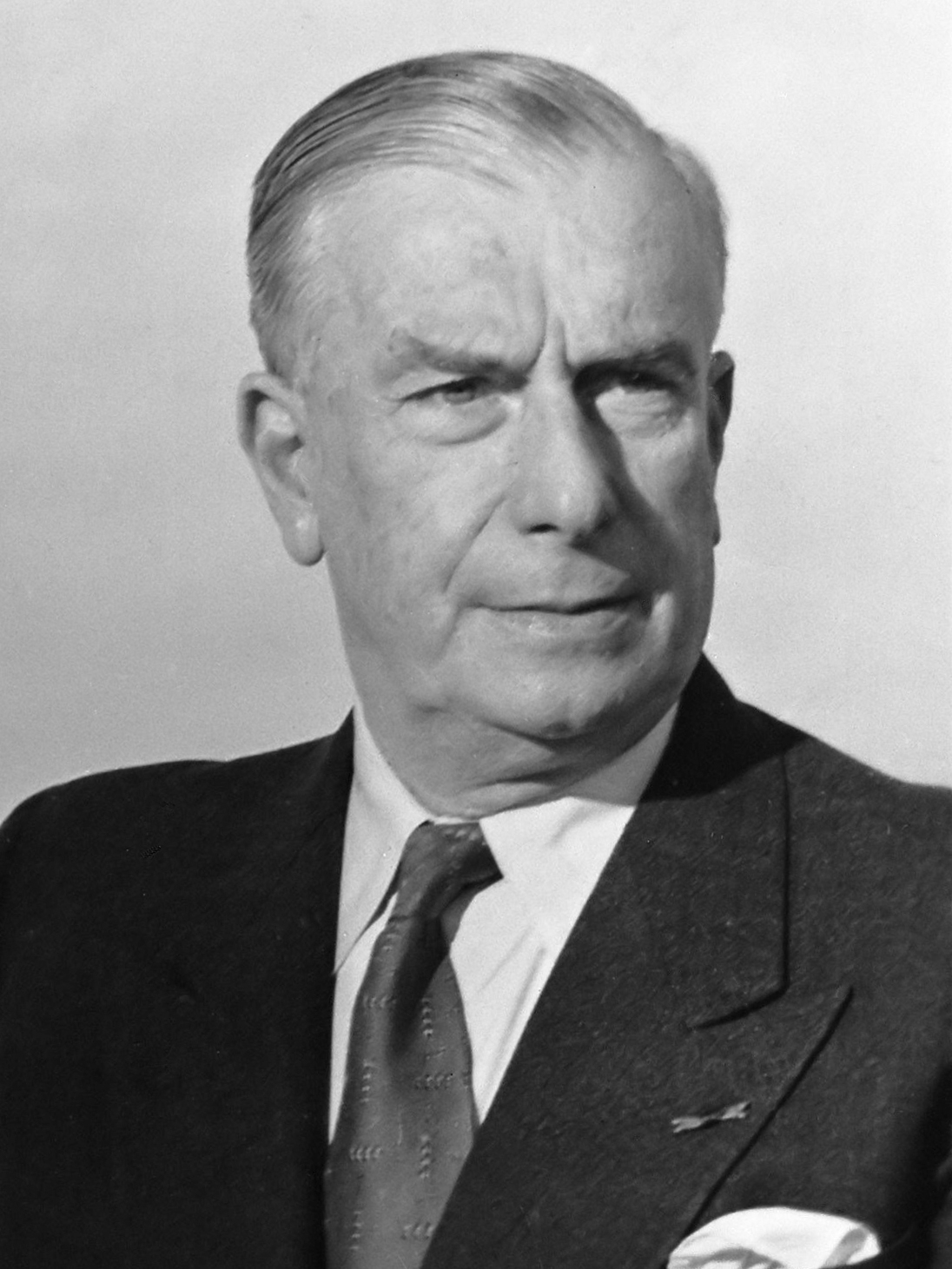
F.Q. den Hollander (1958)

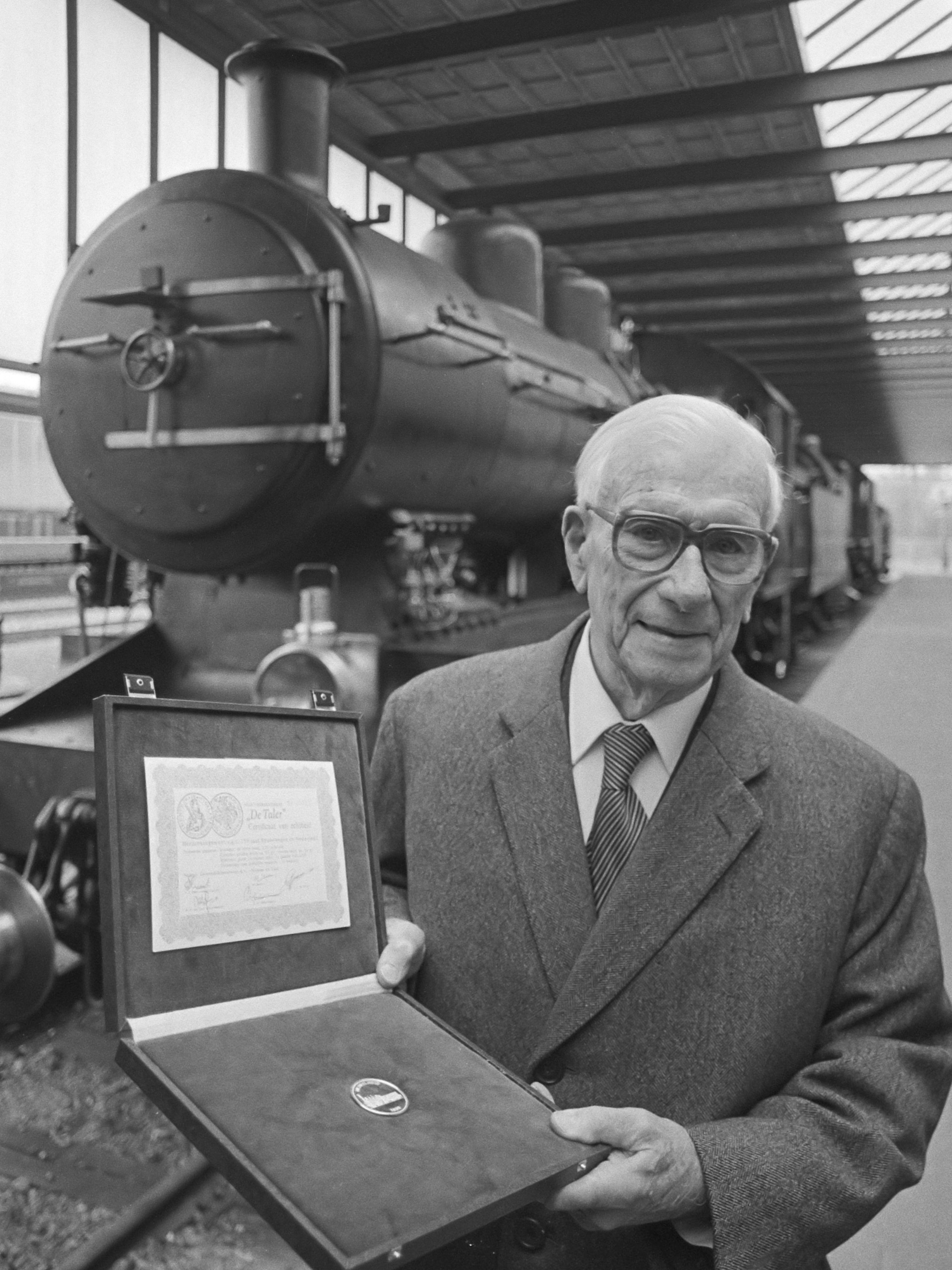
1982: F.Q. den Hollander krijgt, staande naast stoomlocomotief 2104 in het Spoorwegmuseum, het eerste exemplaar van de serie NS-herdenkingsmunten

Franciscus Querien (Frans) den Hollander (Goes, 31 mei 1893 - Maarn, 18 augustus 1982) was een Nederlandse werktuigbouwkundig ingenieur, die president-directeur was van de Nederlandse Spoorwegen van 1947 tot 1958.

## Biografie
Den Hollander, die in spoorwegkringen bij voorkeur als "F.Q." werd aangeduid, bezocht de Rijks-HBS in Goes en studeerde aan de Technische Hoogeschool in Delft, waar hij in 1916 cum laude afstudeerde als werktuigbouwkundig ingenieur. Daarna begon hij een langdurige carrière bij de spoorwegen. Na een stage bij de HSM was hij van 1918 tot 1938 in diverse functies werkzaam bij de Dienst Staatsspoor- en Tramwegen in Nederlandsch-Indië.
Terug in Nederland kreeg hij, met het oog op de naderende oorlog, de leiding over het Staatsbedrijf der Artillerie-Inrichtingen Hembrug. Tijdens de Tweede Wereldoorlog wilde Den Hollander geen wapens produceren voor de Duitse bezetter en schakelde over op de fabricage van landbouwwerktuigen. In 1943 werd hij uit zijn functie ontheven. In het laatste oorlogsjaar was Den Hollander zeer actief voor het Nationaal Steun Fonds, de financier van de verzetsbeweging.
De Nederlandse regering in Londen nomineerde hem voor de leiding van de Nederlandse Spoorwegen na de bevrijding, in plaats van de omstreden Jan Goudriaan, die in 1944 herbenoemd was, maar in 1945 ontslag moest nemen. Van Den Hollander met zijn spoorwegachtergrond kon een vruchtbaarder samenwerking met het NS-establishment worden verwacht.  
In 1946 werd hij plaatsvervangend president-directeur van de NS, maar het kabinet-Schermerhorn-Drees overwoog hem terug te laten gaan naar Nederlands-Indië, waar luitenant-gouverneur-generaal Huib van Mook in deze woelige periode een betrouwbare rechterhand nodig had. Van Mook en Den Hollander zelf zouden dat graag hebben gewild, maar het ging niet door en hij bleef bij de NS.
In 1947 volgde hij Willem Hupkes op als president-directeur. Hij gaf leiding aan de wederopbouw van het spoorwegnet, stimuleerde de elektrificatie van spoorlijnen in Nederland en nam het initiatief tot de internationale luxetrein Trans Europ Express (TEE). Onder zijn leiding maakte de NS als een van de eerste Europese spoorwegbedrijven een einde aan de stoomtractie: de officiële afscheidsrit van locomotief 3737 vond in zijn laatste NS-jaar plaats op 7 januari 1958. Bij zijn pensionering per 1 januari 1959 volgde ir. J. Lohmann hem op. Daarna was hij tot 1961 voorzitter van het liberale Verbond van Nederlandsche Werkgevers (een voorganger van VNO-NCW) en tot in de jaren zeventig lid van de raad van commissarissen van vele ondernemingen.

## Waardering
F.Q. den Hollander was bij het NS-personeel bijzonder geliefd. Hij gold als "streng maar rechtvaardig" en ging regelmatig het land in voor een inspectiereis. Buiten het bedrijf was hij een "bekende Nederlander": zo schreef hij mee aan de bekende radiopraatjes over het spoorwegbedrijf van P.Th. Posthumus Meyjes onder de titel "De Spoorwegen spreken". Hij was na een scheiding hertrouwd met Marie Ketjen. Van zijn eerste vrouw is bekend dat zij invloed uitoefende op bepaalde beslissingen van haar echtgenoot. Zo koos zij voor de groene kleur van de stroomlijntreinstellen, die volgens haar moest aansluiten bij de kleuren in het Nederlandse landschap, en de turquoise kleur voor de eerste elektrische locomotieven. Deze kleur bleek in de praktijk niet te voldoen en al snel kregen deze locomotieven de bekende kleur Berlijns Blauw. 
Ook buiten de NS bestond waardering voor de wetenschappelijke verdiensten van Den Hollander, die in de vakpers veel artikelen publiceerde over locomotieven en andere aspecten van het spoorwegbedrijf. In 1955 kreeg hij een eredoctoraat aan de Technische Hogeschool Delft, waar hij van 1960 tot 1963 voorzitter was van het College van Curatoren (de toenmalige benaming voor de Raad van toezicht).